# Monastère de Brezovac
Le monastère de Brezovac (en serbe cyrillique : Манастир Брезовац ; en serbe latin :Manastir Brezovac) est un monastère orthodoxe serbe situé à Brezovac, dans le district de Šumadija et dans la municipalité d'Aranđelovac en Serbie. Il est inscrit sur la liste des monuments culturels protégés de la République de Serbie (identifiant no SK 263).

## Présentation
Le monastère se trouve sur les pentes sud-est du mont Venčac, à 5 km au sud-est d'Aranđelovac et à 6 km à l'ouest de Topola.

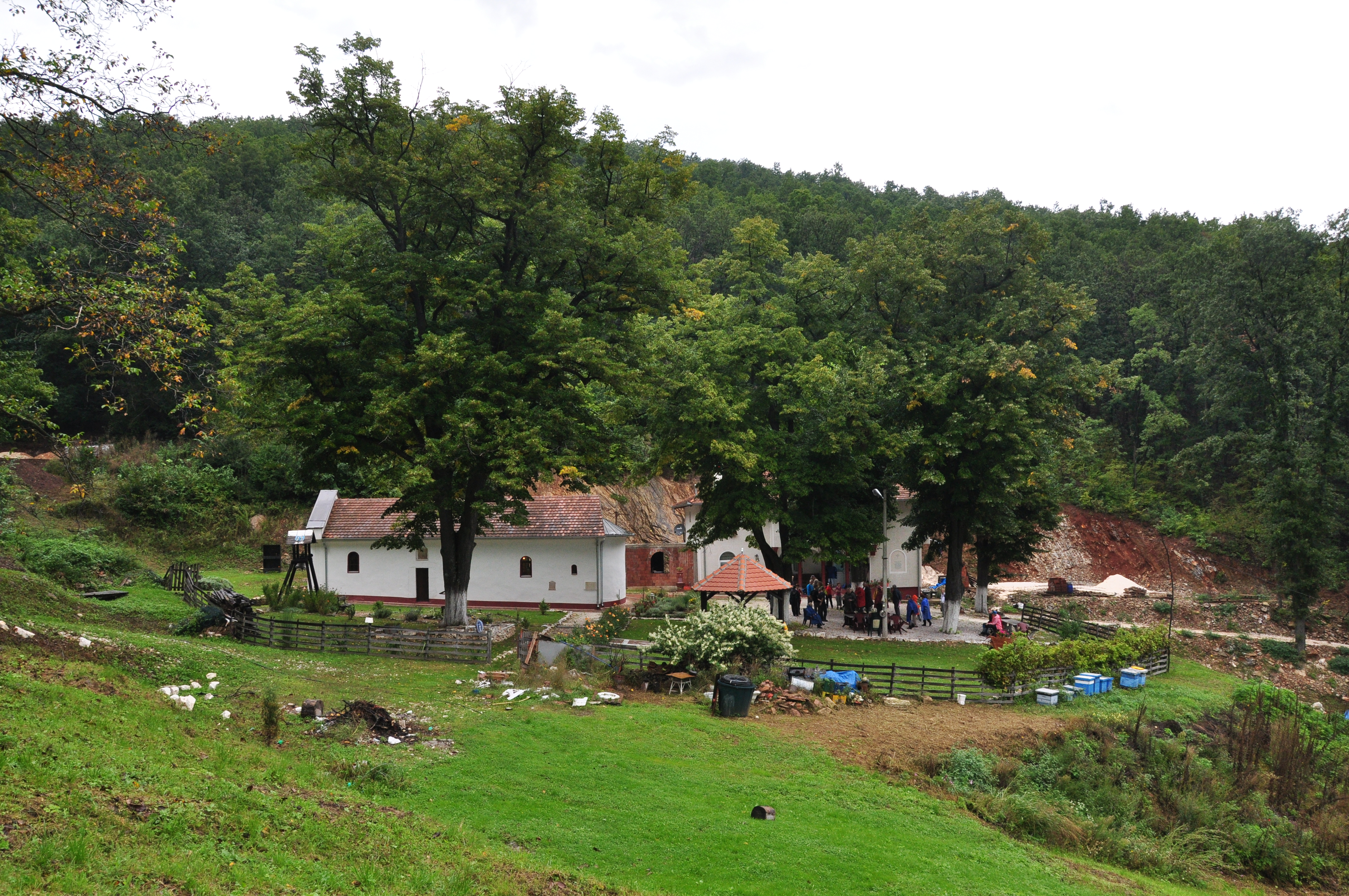
Vue du monastère

D'après une inscription qui figure au-dessus du portail de l'église, il a été fondé en 1444 par le despote Đurađ Branković. Selon le « defter » (recensement fiscal) ottoman de 1528, il n'était habité que par un seul moine du nom de Nikodim (Nicodème). Il est ensuite resté à l'abandon jusqu'en 1795. L'église, restaurée en 1795, a servi d'église paroissiale, statut qu'elle a conservé jusqu'à ce que l'évêque de l'éparchie de Šumadija Jovan décide de lui rendre son ancien statut d'église monastique.
L'église, dédiée à saint Michel, est constituée d'une grande nef rectangulaire avec trois travées de dimensions inégales ; cette nef est prolongée à l'est par une abside demi-circulaire et précédée à l'ouest par un narthex carré. Des piliers, qui soutiennent une voûte en berceau, délimitent les espaces intérieurs. Les façades extérieures sont dépourvues de toute décoration. L'édifice est construit en pierres et en briques liées par du mortier de chaux. Le toit en pente douce est recouvert de tuiles. Les restaurations de 1795 et d'autres apportées en 1836 empêchent de se faire une idée exacte de l'apparence originelle de l'édifice.

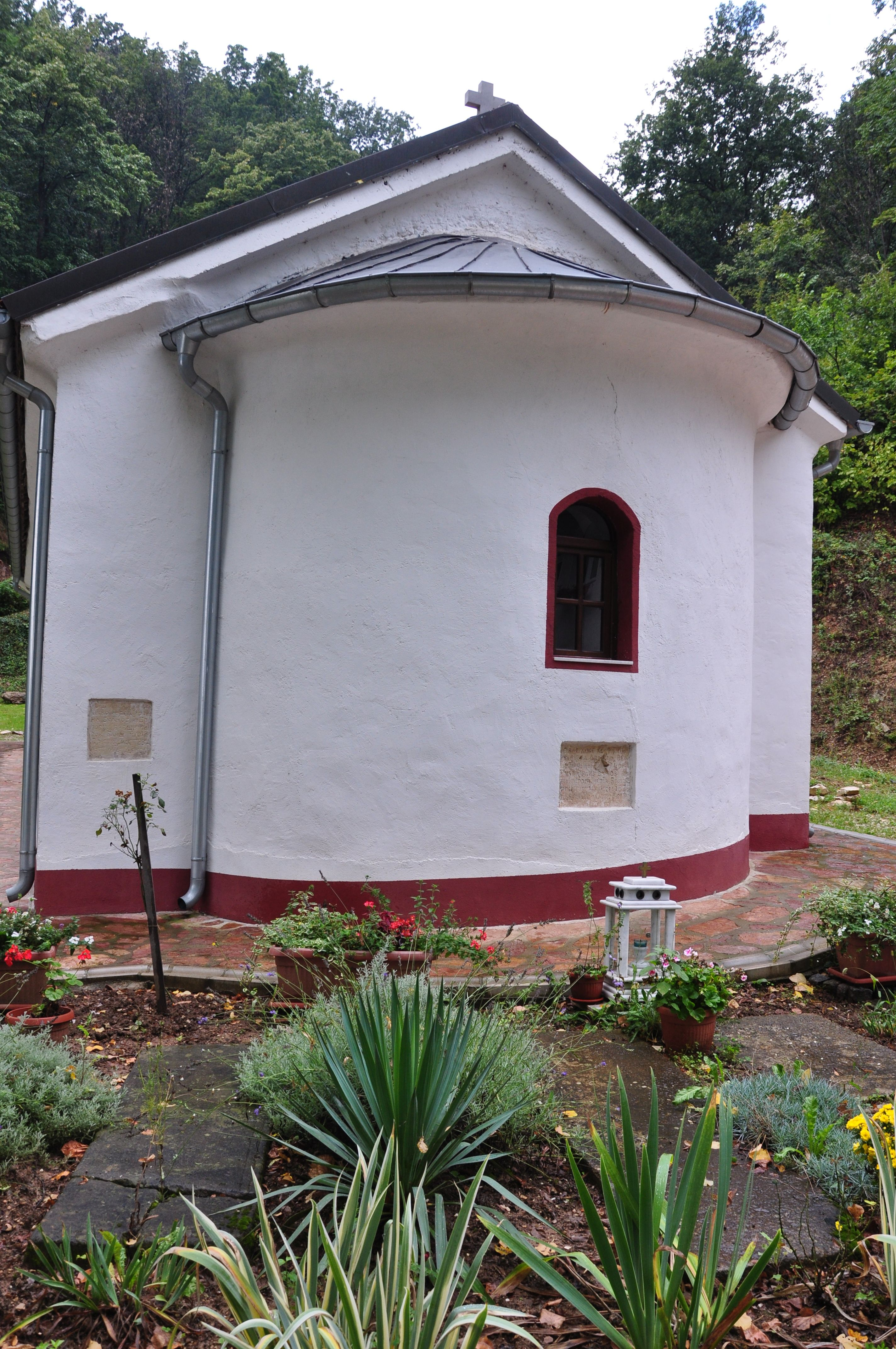
Le chevet de l'église